# Tobias Pock

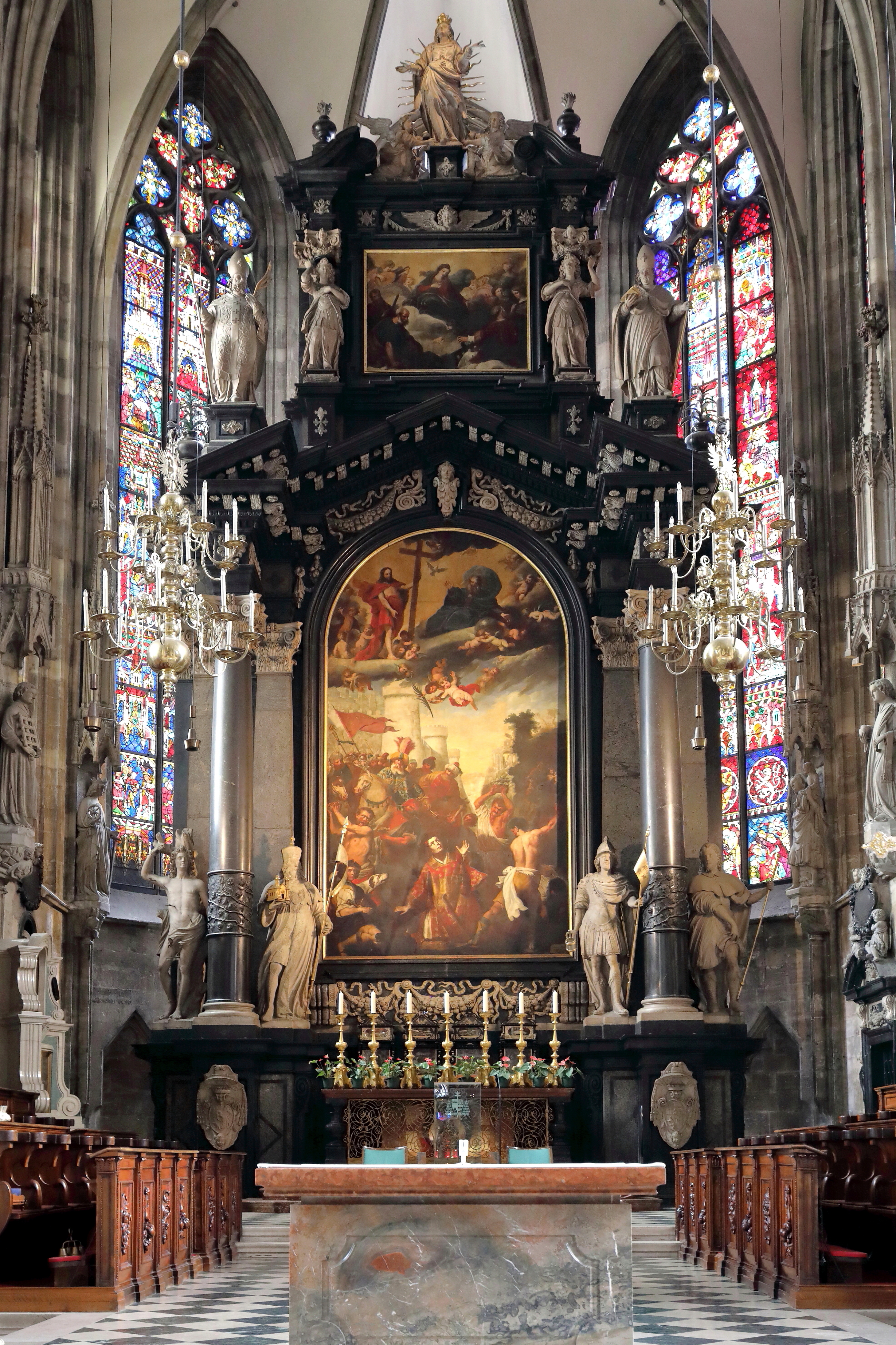
Hochaltar im Stephansdom

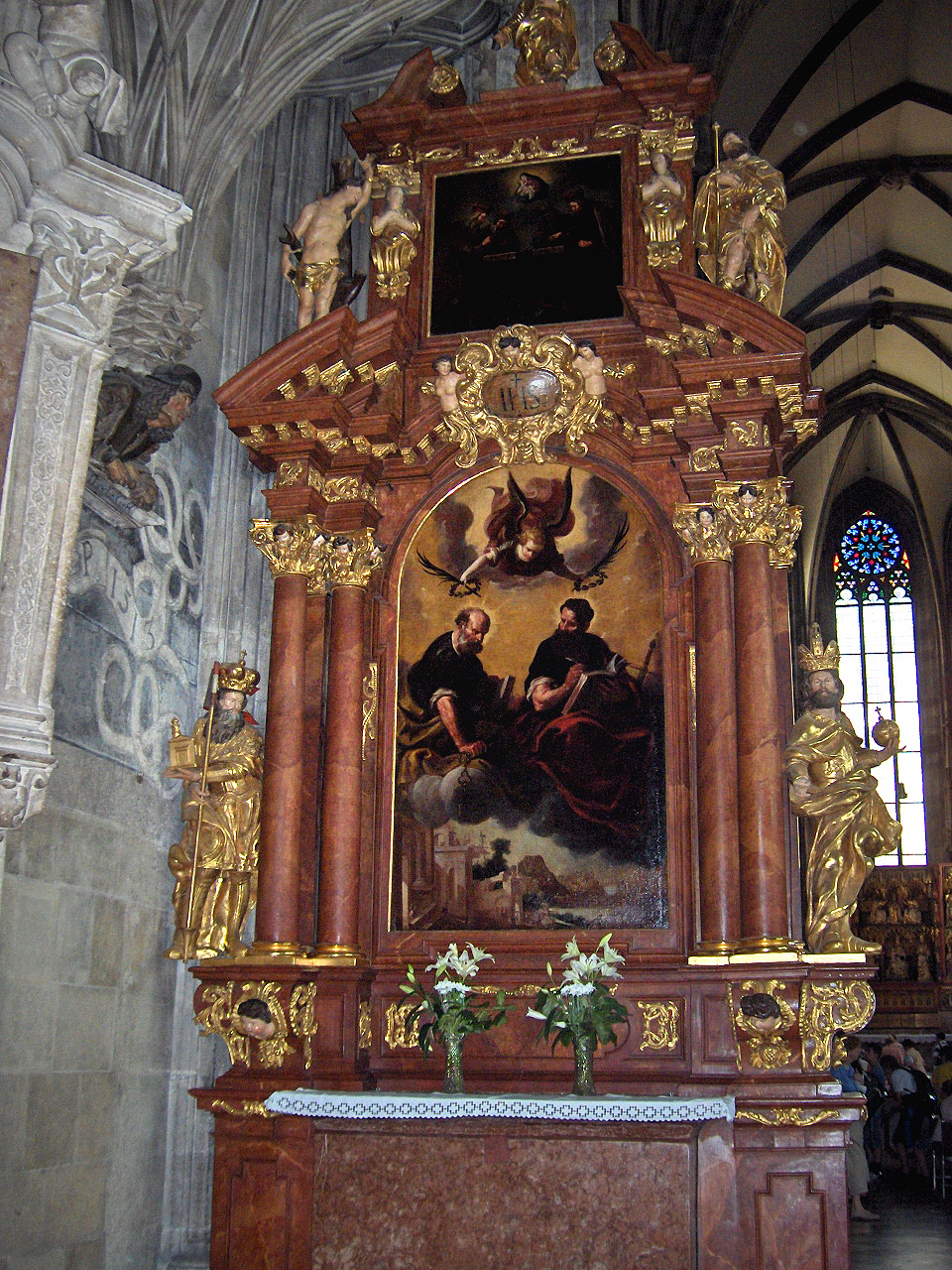
Steinmetzaltar der Heiligen Petrus und Paulus

Tobias Pock (* 1609 in Konstanz; † 12. Juni 1683 in Wien; auch Tobias Pockh, Tobias Bock) war ein deutscher Maler.

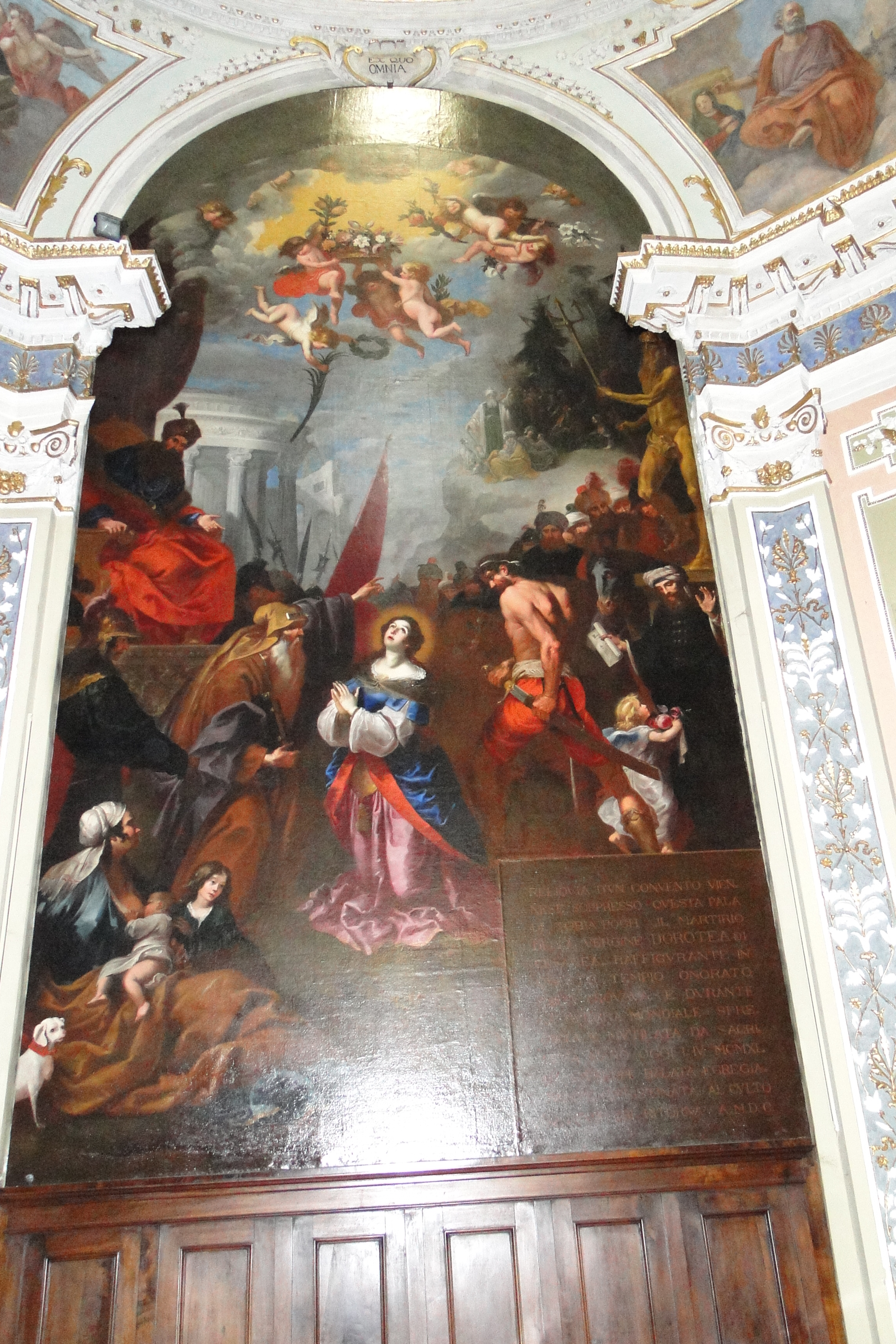
Martyrium der hl. Dorothea in der Kirche San Marco (Rovereto, 1657)

## Leben
Tobias Pock stammte aus einer schwäbischen Künstlerfamilie; sein Vater war Baumeister am Konstanzer Münster. Er ließ sich in Süddeutschland zum Maler ausbilden und unternahm Studienreisen nach Italien. Er wurde ein bedeutender Maler des österreichischen Frühbarock und wurde ab 1639 in Wien und Umgebung tätig.
Eines der bedeutendsten Werke Pocks ist der Hochaltar der Domkirche St. Stephan zu Wien (1640/47), den er zusammen mit seinem Bruder Johann Jacob Pock schuf. Für den Dom schuf Tobias Pock später noch das Altarblatt des Peter- und Paul-Altares, den die Steinmetzzunft 1677 errichtete und der sich als zweitältester Barockaltar des Domes unter dem Orgelfuß erhalten hat.
Die Altarbilder der Wiener Dominikanerkirche zeigen die Anbetung der hl. Dominikus und Franziskus sowie die Überreichung des Rosenkranzes.
Weitere Werke waren in der Schotten- und Servitenkirche in Wien, die Basilika „Mariae Himmelfahrt“ in St. Pölten (Niederösterreich) (1658), Mariazell (Steiermark) sowie die Fresken in der Wiener Schottenkirche in Wien (fast völlig zerstört). Des Weiteren finden sich Werke in der Marien-Wallfahrtsort Svatý Kopeček („Heiligenberg“) mit der „Kirche der Heimsuchung Mariens“ und in der Pfarrkirche Aggsbach-Dorf der ehemaligen Kartause Aggsbach (1673). Seine Werke weisen den Stil der zeitgenössischen Maler der Augsburger und Münchner Schule auf, ergänzt um Ideen aus Norditalien und Flandern.
Der Entwurf zu der von Kaiser Ferdinand III. im Jahre 1645 gestifteten Mariensäule ist zwar Tobias Pock nachzuweisen, die Ausführung ging jedoch unter dessen Bruder Johann Jacob vonstatten.
In der norditalienischen Stadt Rovereto ist in einer Seitenkapelle der Erzpfarre San Marco das von Pock 1657 angefertigte Altarbild Martyrium der hl. Dorothea aufgestellt, das ursprünglich für die Klosterkirche des später aufgelösten Dorotheerklosters in Wien bestimmt war.